# Bulacan
Bulacan è una municipalità di seconda classe delle Filippine, situata nella provincia omonima, nella Regione del Luzon Centrale.
Bulacan è formata da 14 baranggay:
- Bagumbayan
- Balubad
- Bambang
- Matungao
- Maysantol
- Perez
- Pitpitan
- San Francisco
- San Jose (Pob.)
- San Nicolas
- Santa Ana
- Santa Ines
- Taliptip
- Tibig